# جوجيكا نو روكونين
جوجيكا نو روكونين
(باليابانية: 十字架のろくにん، بالروماجي: Jūjika no Rokunin) سلسلة مانغا يابانية من تأليف ورسم شيريو ناكاتاكي. نشرت من قبل كودانشا في مجلة بيساتسو شونن، في 9 مارس حتى 9 أكتوبر عام 2020 ثم أنتقلت إلى مجلة بوكيت في 5 نوفمبر عام 2020 – وهي مستمرة حتى الأن، نشر آخر منها في 9 مارس 2020. تم تجمع فصول المانغا في 19 مجلد تانكوبون.

## القصة
تدور أحداث القصو عن أوروما شون هو طالب في الصف السادس يُطلق خمسة من زملائه في المدرسة لقب "الجسم التجريبي: أ"، ويتعرض للتنمر الشديد من قبلهم. إلى أن يقتل المتنمرين الخمسة عائلته. عندها يفقد كل شيء ويأس، وتتولد في داخله أمنية مظلمة هي الرغبو في الإنتقام لعائلته. ويتلقى تدريبات على يد جده، الذي خدم في وحدة سرية خلال الحرب العالمية الثانية من أجل ذلك. وبعد أربع سنوات، يظهر أمام أعدائه، ويُعذبهم ويقتلهم. عند مواجهة زعيم المتنمرين، كيو شيغوكو، يتبين أنه زعيم طائفة تُدعى "نادي الثورة"، ويقتله مما أدى في النهاية إلى اعتقاله وسجنه لمدة خمس سنوات. خلال هذه فترة يفقد أوروما ذكرياته، وبعد خروجه من السجن، ينضم إلى منظمة مُخصصة لاستهداف المجرمين تُدعى "جوجيكا-سان".

## وصلات خارجية
- موقع المانغا الرسمي(باليابانية)
- لا بيانات لهذه المقالة على ويكي بيانات تخص الفن